# Студёнки (Липецкая область)
Студёнки — село Усманского района Липецкой области. Центр Студёнского сельсовета. Расположены в 5 км к западу от города Усмани.
Стоит на границе Воронежского заповедника.
В документах 1629 года отмечается починок Студёнок, то есть только что образовавшееся селение.
Название — по реке Студёновке, которая вытекает из рудника со студёной водой.
На севере к Студёнкам примыкает деревня Шаршки.

## Население
| 2010 | 2011 |
| ---- | ---- |
| 410  | →410 |

## Переселенцы
В конце XVIII — начале XIX века из Студёнок переселилось несколько жителей, которые неподалёку от Добринки основали деревню Студёнские Выселки (ныне Мазейка).